# 民主女神

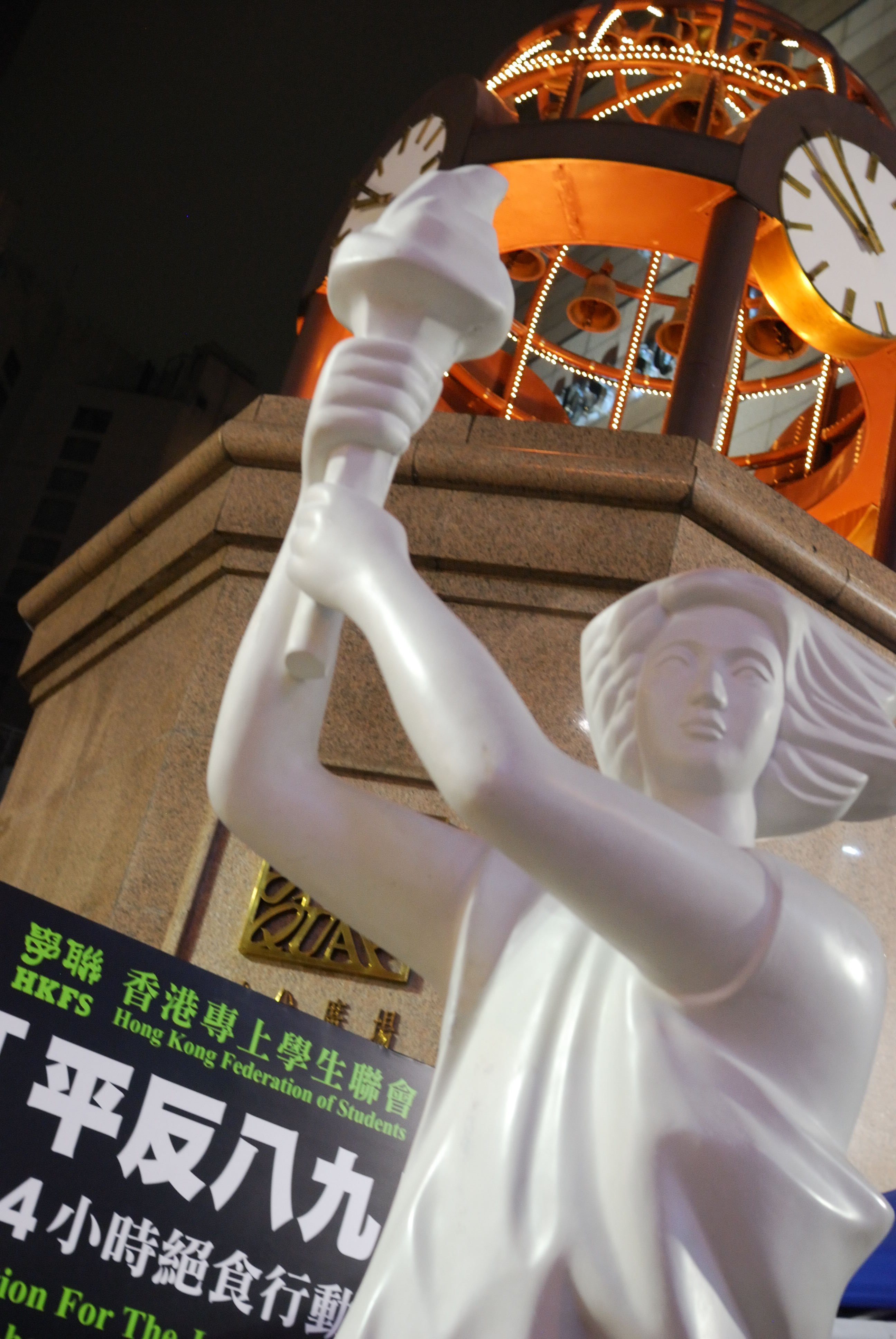
2009年香港時代廣場紀念六四事件活動的民主女神像複製品（現座落於香港理工大學）

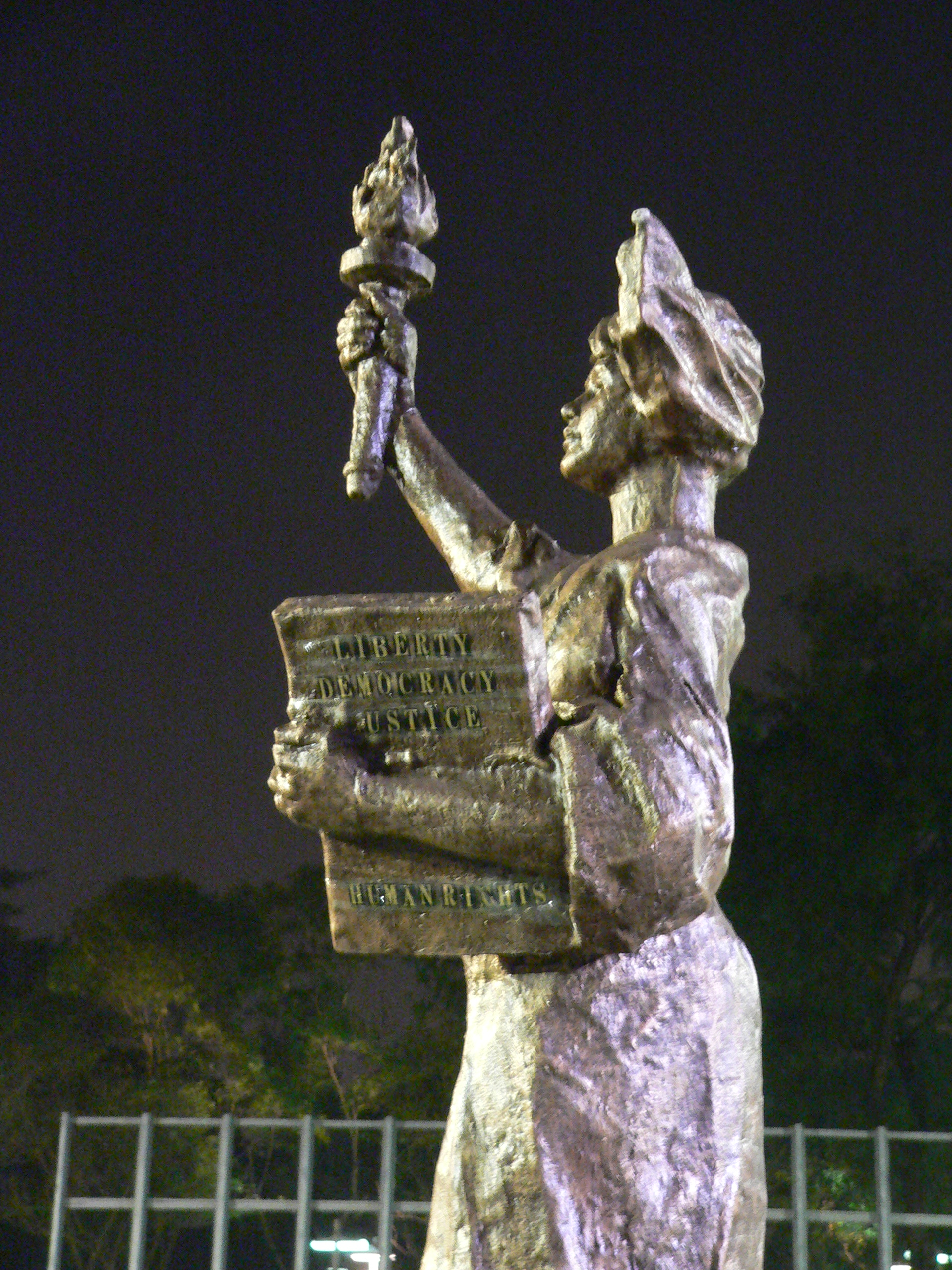
香港维多利亚公园的民主女神手上多了一本書（現座落於香港中文大學）

民主女神雕像，是六四事件的标志性艺术品之一，高約10米，由中央美术学院雕塑系、北京電影學院、中央戲劇學院、中央音樂學院、中國戲曲學院、中國音樂學院、中央工藝美術學院、北京舞蹈學院八所院校的共二十多位学生，於中央美术学院工场內僅用四天趕製而成。雕塑內模為塑膠材質，外以石膏灌注；整個雕像分四部分于5月30日凌晨运抵北京天安门广场，次日拼装完毕，耸立在天安門城樓南300米處，與門洞上方的毛澤東肖像對望。
女神像拼裝完畢後，於5月30日中午舉行簡單的獻花與揭幕禮，並由中央音樂院同學表演助興。5月30日，北京市天安門管理委員會發表聲明，指在廣場內耸立女神像違反1981年11月的管理規定，並且是「對國家尊嚴與民族形象的污辱與踐踏」。《人民日報》在5月31日至6月2日連續三天發表文章抨擊。四天后，即6月4日凌晨五時左右，被前来清场驱赶请愿人员的解放军戒严部队推倒，過程被記者拍攝下來。

## 民主之神宣言
民主之神宣言，乃1989年5月30日，當時於天安門廣場抗議的學生豎立民主女神像時宣讀的宣言。這宣言解釋了民主女神像的理念，以及塑造的用意。由於這宣言，並無提及學生有意撤離，據張良所編《中國「六四」真相－天安門文件》披露，北京市委在緊急報告中，借這宣言來支持北京市委要求鎮壓學生運動的判斷。
這宣言內容要點包括：
- 奉獻給在廣場參與絕食的學生，以及民主運動的民眾。
- 民主女神像乃學生這次抗議運動的象徵
- 堅信黑暗將會過去，神像將重臨廣場。

## 复制品
1989年之后，在世界各地纪念六四事件的游行集会中，人们经常高舉民主女神塑像复制品。而且每隔几年就会有一些反对中国共产党政权的政治人物呼吁在某地，如捷克或美國华盛顿，再塑民主女神塑像。
一些城市有复制品竖立在公共场所，以紀念六四事件。

### 香港

#### 香港民主女神像 (六四事件)
- 陳維明的作品香港民主女神像，於2010年6月5日凌晨起存放於香港中文大學。2010年5月29日，該作品運抵香港，並由支聯會接收，隨即運往銅鑼灣時代廣場展出。當日香港警察沒收於銅鑼灣時代廣場展出的民主女神像，翌日（30日）再沒收原座落香港理工大學、移師銅鑼灣時代廣場展出的民主女神像，並刑事票控支聯會常委李耀基，及拘捕支聯會合共13人[6][7]。事後連日引起社會輿論關注，並有多名市民自發以肉體扮成民主女神像抗議政治打壓[8]。2010年6月3日香港特區政府向支聯會歸還兩座民主女神像，支聯會再次於維多利亞公園的六四燭光晚會展示女神像，6月4日當晚再由支聯會常委、香港中文大學政治與公共行政學系校友李耀基隨車護送陳維明的作品民主女神像進入中大，逾2,000名中大師生和市民迎接民主女神像運抵中大，並豎立在港鐵大學站旁的青草地。於2021年12月24日上午6時許中大民主女神像已被拆除及移走 （页面存档备份，存于）。

#### 香港民主女神像 (反修例運動)
- 2019年8月31日，時值香港反修例運動，網民發起並籌得超過20萬元製作全新造型的「香港民主女神像」，高4米的雕像中午被安放在香港中文大學范克廉樓對開文化廣場。雕像以前線反修例運動示威者造型為設計藍本，戴有頭盔、眼罩及俗稱「豬嘴」的防毒面罩，手持雨傘及一面寫有「光復香港，時代革命」的旗幟。[9]

#### 其他民主女神像
- 放置於香港理工大学邵逸夫楼二樓的民主女神像，曾於2010年5月30日於銅鑼灣時代廣場展出並被警方沒收，其後獲歸還。每年6月4日維園燭光晚會，支聯會都會於香港维多利亚公园豎立該民主女神像。

- 2019年7月23日，位於香港城市大學入口附近的民主女神像遭內地舊生破壞[10]。操普通話的內地男畢業生被控刑事毀壞罪[11]，被判罰2,000港元，但不須向學生會作出賠償[12]。

- 2019年8月，由某藝術家繪製的香港民主女神畫像。戴防毒面罩象徵反修例運動；左手持雨傘，象徵「雨傘革命」。根據1989年六四事件的民主女神改編。先後多次出現在反修例運動現場[13][14]，被路透社、明報[15]等媒體拍到。

### 臺灣
臺北
- 國立藝術專科學校（今國立臺灣藝術大學）於中國大陸民主女神被推倒之後，於一個星期之間雕塑科全體師生重建一尊新的民主女神，之後運至中正紀念堂展示。
- 華人民主書院於2019年5月24日舉辦「六四30週年祭」系列活動的「六四特展」，在中正紀念堂開展。六四特展特別展示一座複刻版民主女神雕像。[16]

高雄
1990年1月3日在國立高雄海專旗津校區（今國立高雄科技大學旗津校區）渤海樓樓頂揭幕的民主女神像，高8.5公尺，重3.5公噸，原由高雄地區藝文界哀悼在天安門被中共摧毀的自由女神像，日夜趕工完成的仿製品，後經國立高雄海專運用「六四事件」期間各界的募款六十五萬元，以玻璃纖維接原樣翻模塑建，歷經三個月完工，該校特地將神像置放在渤海樓(面向台灣海峽，遠眺中國大陸)。
金門
2012年，經金門縣政府支持，民主女神像基金会聘请的雕塑家陈维明，2012年1月与金門縣文化局签订合同，要在金门岛树立一座64米高的民主女神像。后由于金門縣政府受到有关部门压力，而搁浅计划，后受到广泛关注。
中華民國馬英九政府反映不便接待或当面讨论在金门竖立雕像的议题，時任总统府发言人范姜泰基接受美国之音访问时表示「马英九总统一直非常关心中国大陆的人权以及六四事件，不过对于民主女神像的细部问题则不方便回应」。他说：「总统对于中国大陆的人权的追求，方向始终不变，总统每年也会在六四天安门事件时提出呼吁，这是多年来都不变的。」

### 美国
- 旧金山唐人街“花园角广场”，建于1999年，是一座272千克的铜像。
- 南加州自由雕塑公园，圆雕，高6.4米，陈维明创作。
- 位於維吉尼亞州阿靈頓縣的自由公園，也擁有一尊仿製品。
- 位於华盛顿哥伦比亚特区的共产主义受害者纪念雕像，为一尊高3米的「民主女神」複製品，於2007年6月12日揭幕。[32]

### 加拿大
- 加拿大温哥华不列颠哥伦比亚大学的学生中心小广场。
- 加拿大卡尔加里卡尔加里大学的学生中心休息区。
- 加拿大多伦多约克大学。位于该校学生中心大厅，建立于1992年。雕像下部的铭牌上书：“纪念1989年6月4日在北京天安门广场上为民主而牺牲的人们。1992年多伦多中国民主协会赞助。”

### 图集

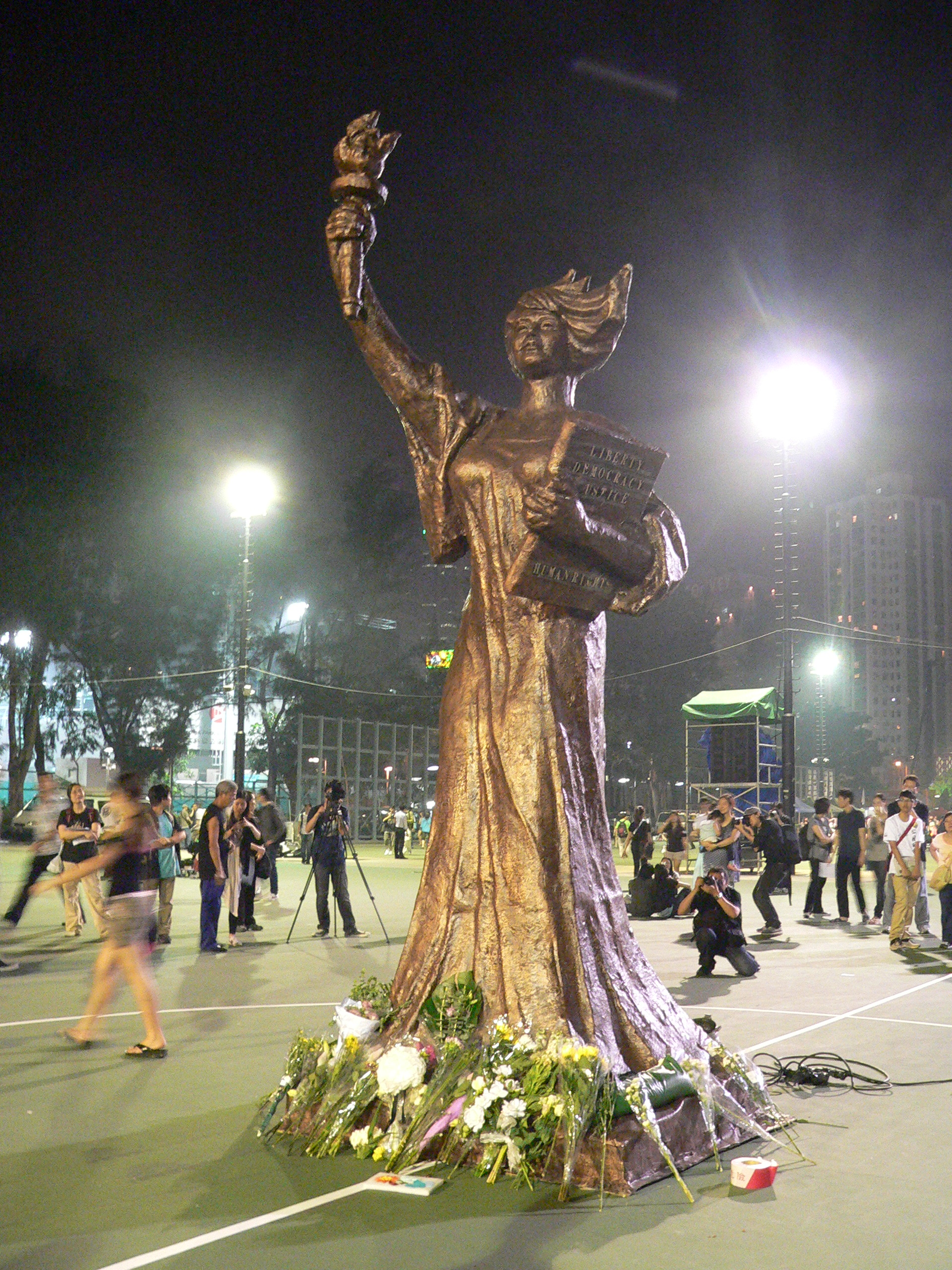
香港为纪念六四事件21周年而立的民主女神像
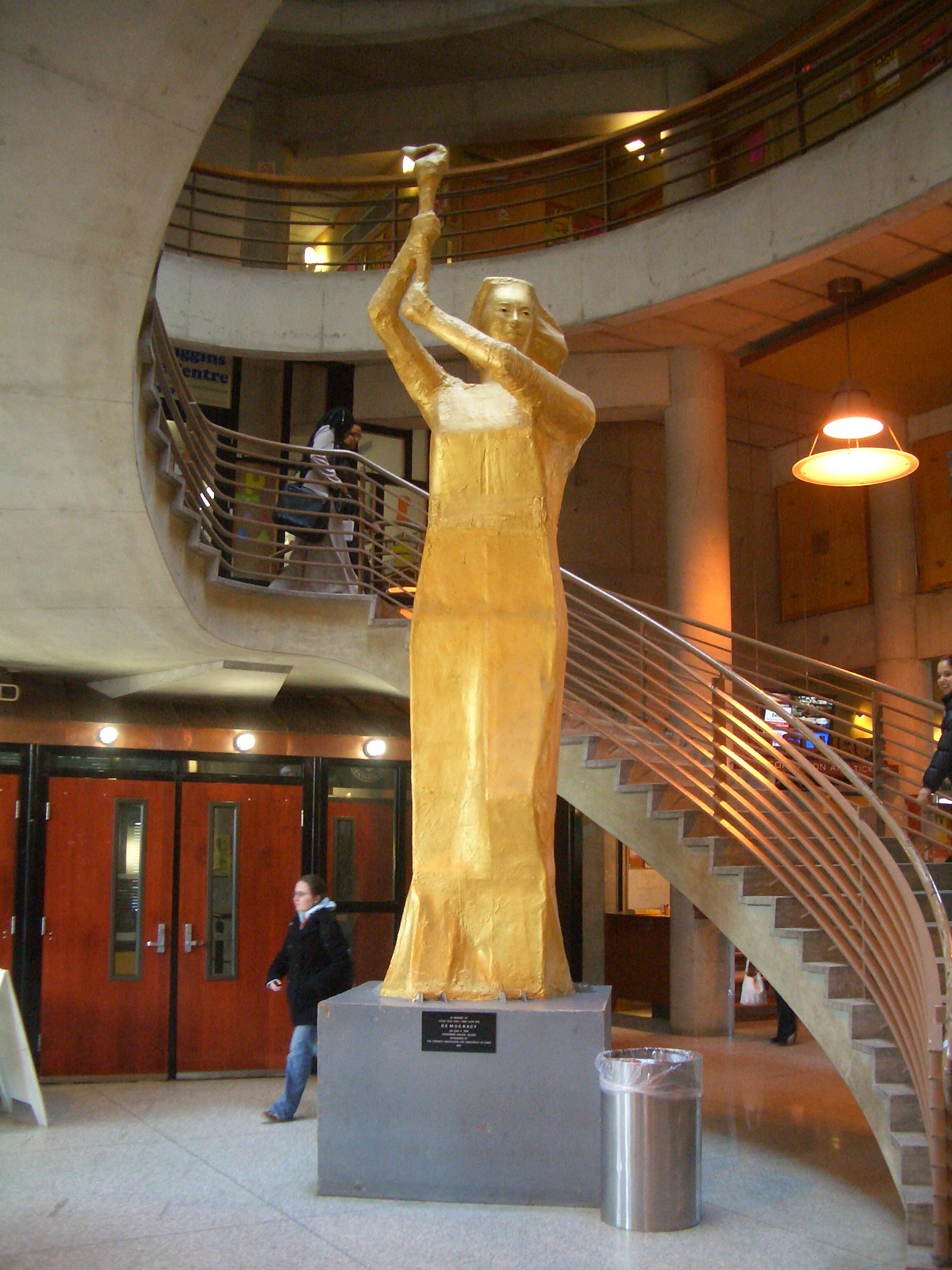
加拿大约克大学原有的民主女神像
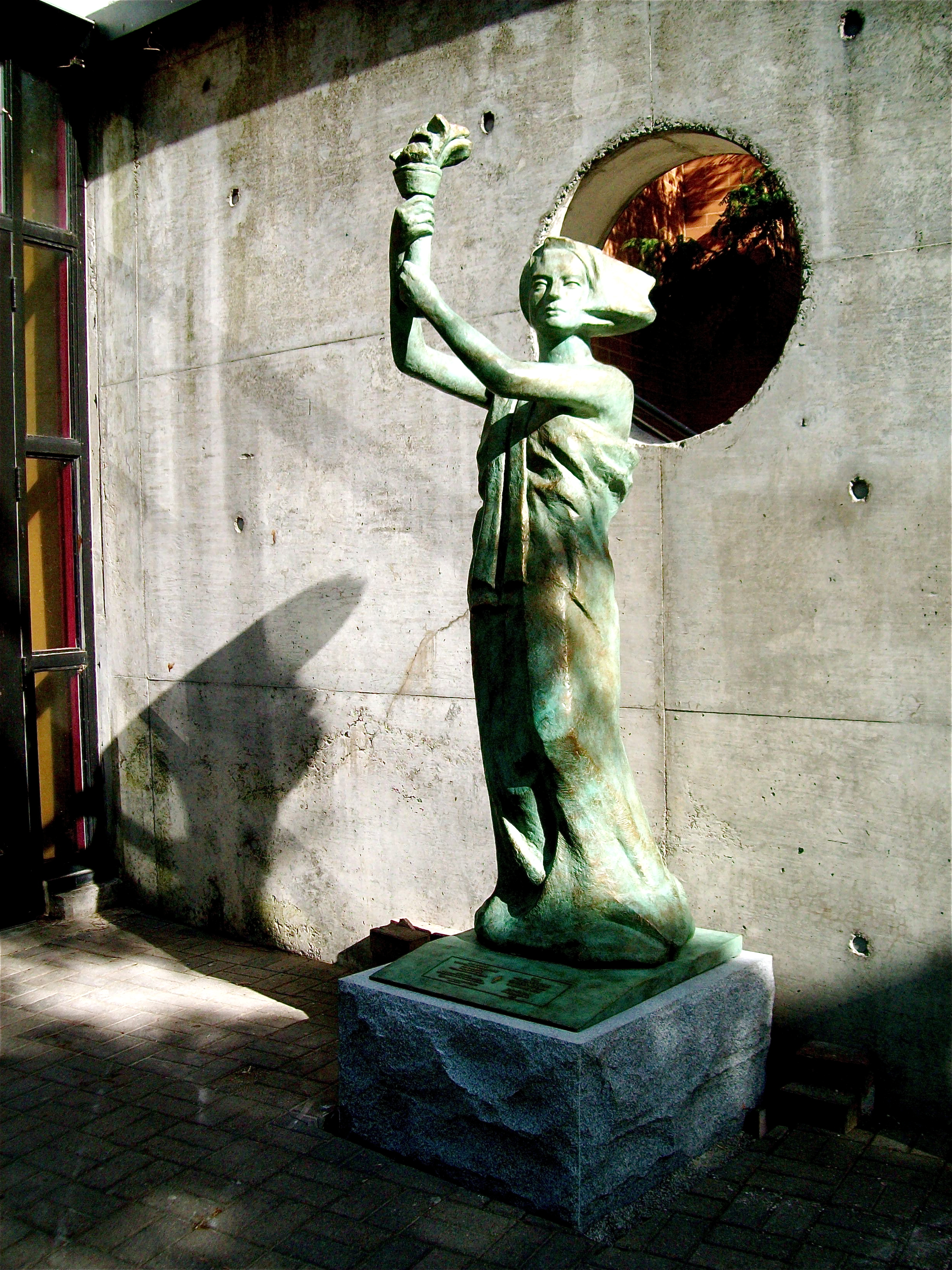
约克大学新修的民主女神像（2012年6月4日揭幕）
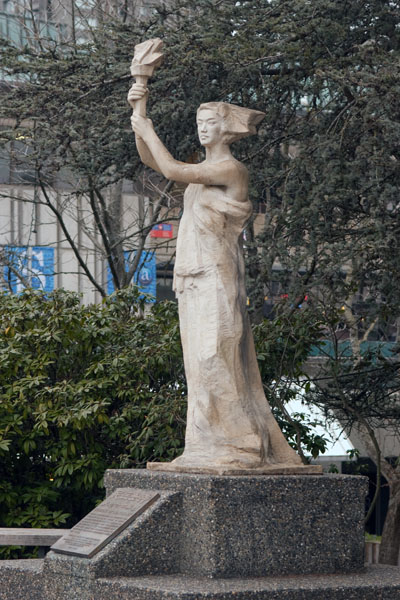
不列颠哥伦比亚大学的民主女神像
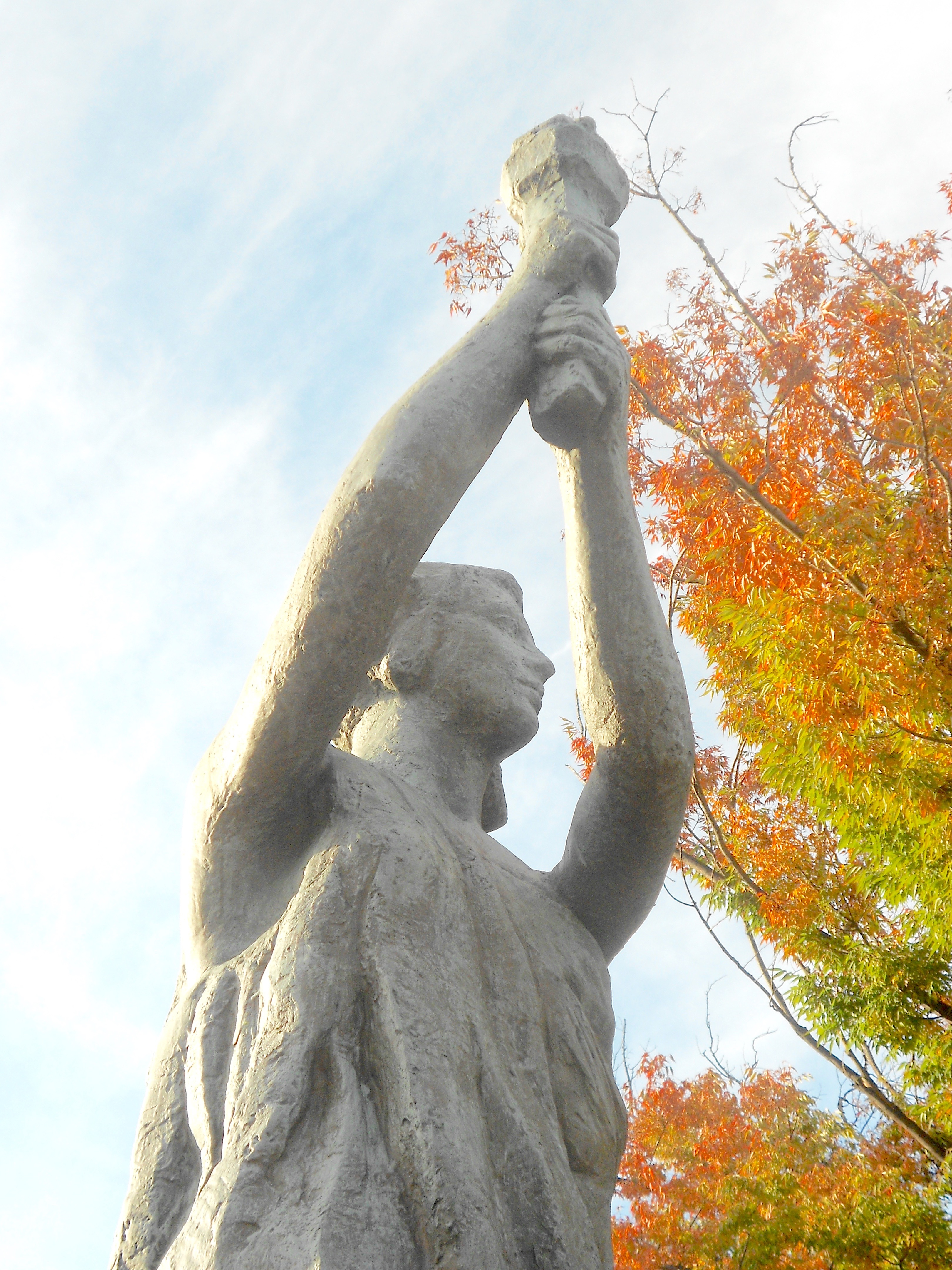
共產主義受難者紀念碑的民主女神像

## 原型
有人说该塑像是根据文化大革命期间中国的政治犯张志新的形象创作。也有人说该塑像显然深受美国纽约的“自由女神像”的影响。